# Аватар (фільм)
«Авата́р» (англ. Avatar) — американський науково-фантастичний фільм 2009 року сценариста і режисера Джеймса Кемерона з Семом Вортінгтоном і Зої Салданою в головних ролях. Дія фільму відбувається у 2154 році, коли людство видобуває цінний мінерал анобтаніум на Пандорі, населеному супутнику газової планети в зоряній системі Альфа Центавра. За сюжетом ресурсодобувна корпорація загрожує існуванню місцевого племені людиноподібних розумних істот—на'ві. Назва фільму — це назва генетично спроєктованих тіл гібридів на'ві та людей, які використовуються командою дослідників для вивчення планети та взаємодії з тубільними мешканцями Пандори.
Створення «Аватара» почалося в середині 1990-х років, коли Джеймс Кемерон написав 80-сторінкову концепцію сценарію фільму. Планувалося розпочати знімання в 1997-му і випустити «Аватар» в прокат вже в 1999 році, але, за словами Кемерона, на той момент ще не існувало технологій, здатних втілити його бачення картини. Робота над мовою на'ві почалася влітку 2005 року, а на початку 2006 року Кемерон взявся до створення сценарію і вигаданого всесвіту. За офіційними даними, бюджет «Аватара» становить близько 237 мільйонів доларів, за іншими оцінками, витрати на виробництво фільму варіюються від 280 до 310 мільйонів, а вартість рекламної кампанії оцінюється в 150 мільйонів доларів. Під час знімання картини широко використовувалася технологія захоплення руху. Фільм вийшов в прокат в традиційному форматі, 3D-форматі (RealD 3D, Dolby 3D, XpanD 3D і IMAX 3D) та в 4D-форматі в деяких кінотеатрах Південної Кореї.
Прем'єра «Аватара» відбулася в Лондоні 10 грудня 2009 року. У міжнародний прокат, включаючи США і Канаду, фільм вийшов 16-18 грудня того ж року. Картина мала комерційний успіх і здобула схвалення критиків. Вона побила декілька рекордів по зборах, ставши найкасовішим фільмом всіх часів в Північній Америці, Україні і в усьому світі, обійшовши «Титанік», який утримував рекорд протягом 12 років. «Аватар» також став першим фільмом в історії кінематографа, касові збори якого перевищили позначку в 2 мільярди доларів. Фільм номіновано на «Оскар» в дев'яти категоріях, включаючи «найкращий фільм» і «найкраща режисерська робота», і переміг в трьох з них: «найкраща операторська робота», «найкращі візуальні ефекти» і «найкраща робота художника-постановника». DVD-реліз фільму побив рекорди продажів, а Blu-ray-видання стало одним з найуспішніших в історії.
У 2022 році фільм було перевидано у 4К. Повторний прокат фільму в Україні відбувся 22 вересня 2022 року з тим же дубляжем.
Після успіху фільму Кемерон підписав контракт з 20th Century Fox про створення чотирьох сиквелів: «Аватар: Шлях води» та «Аватар 3» завершили основні знімання, і їх вихід заплановано на 16 грудня 2022 року та 20 грудня 2024 року відповідно; вихід наступних сиквелів запланований на 18 грудня 2026 року та 22 грудня 2028 року. Очікується, що повернуться кілька акторів, включаючи Вортінґтона, Салдану, Ленґа та Вівер.

## Сюжет
Сюжет фільму має великий збіг з повістю Урсули Ле Ґуїн «Слово для світу — ліс» (1976) та з однією з сюжетних ліній роману К. Сімака «Місто» (1944—1951) та романом Володимира Кузьменка «Древо Життя»[джерело?].

Логотип корпорації RDA

До середини XXII століття людство майже вичерпало природні ресурси перенаселеної Землі. Корпорація RDA розгортає великомасштабний видобуток рідкісного мінералу унобтанію на Пандорі — колонізованому людьми супутнику газового гіганта Поліфем в зоряній системі Альфа Центавра. Пандора, чия атмосфера отруйна для людей, густо населена флорою і фауною, а також триметровими розумними гуманоїдами. Вони називають себе на'ві, шанують богиню-матір Ейву, живуть в первісній гармонії з природою і незадоволені її руйнуванням, влаштованому землянами.

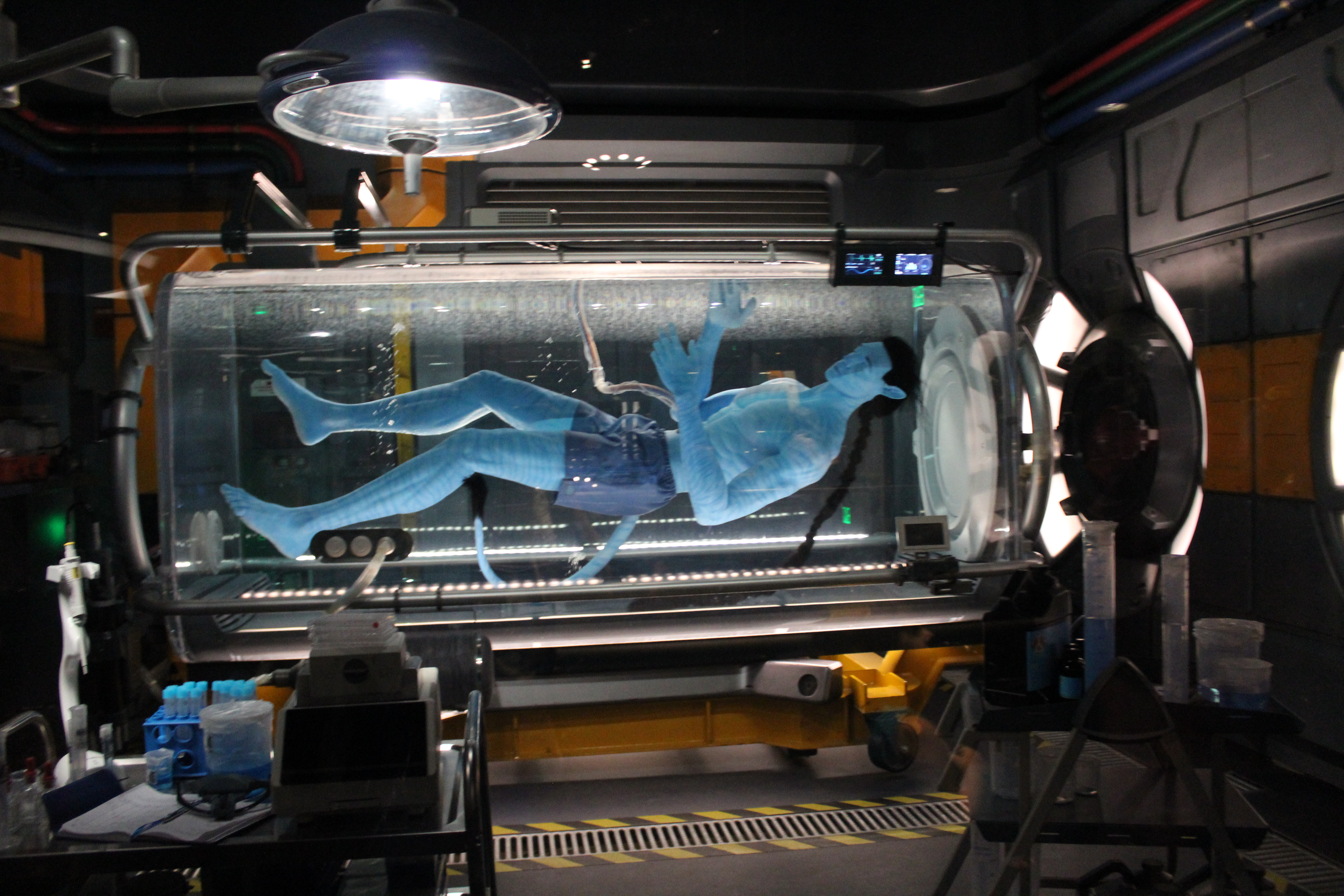
Аватар в аміотанку

Для дослідження біосфери Пандори вчені використовують «аватари» — спроєктовані гібриди тіл на'ві та людей. Аватар дистанційно управляється людиною-оператором, чию ДНК використано при його створенні. Оператор «спить» у вузлі нейрозв'язків, подумки керуючи аватаром як своїм тілом. Аватари вкрай дорогі, тому коли Томмі, вченого та оператора аватара, вбивають незадовго до відправлення на Пандору, представники RDA пропонують зайняти його місце брату-близнюку загиблого, Джейку Саллі, колишньому морському піхотинцю, у якого параліч ніг. Заради грошей на лікування Джейк погоджується і прибуває на Пандору у 2154 році.
Джейк знайомиться з главою програми «Аватар» доктором Ґрейс Оґустін; та вважає солдата поганою заміною загиблому вченому. Проти її волі начальник колонії Паркер Селфрідж призначає Джейка охоронцем для вчених. У першій експедиції, поки аватари Ґрейс і її колеги Норма Спелмана відволіклися, на аватара Джейка нападає танатор, великий хижак. Тікаючи, Джейк губиться у лісі, де його атакує зграя дрібних хижаків. Його рятує Нейтірі, мисливиця-на'ві з клану Оматікайя. Слідуючи побаченому нею знаку природи, вона приводить Джейка в величезний Древо-будинок, де століттями живе її клан. Після втручання Мо'ат, матері Нейтірі та духовного лідера Оматікайя, його вирішують залишити, доручивши Нейтірі навчити його культури та полюванню. Нейтірі незадоволена; як пізніше дізнається Джейк, земляни-солдати вбили її сестру.
На ділянці землі під Древо-будинком земляни запланували новий кар'єр. Керівник безпеки експедиції, полковник Майлз Кворіч, разом з Селфріджем, пропонує Джейку через аватар таємно від вчених збирати розвідувальні дані про Оматікайя на випадок конфлікту, а також дізнатися, на що можна обміняти їх згоду переселитися. Натомість йому обіцяють оплатити лікування хребта. Ґрейс підозрює змову і разом з Джейком і Нормом перебирається в польовий табір вчених в горах Алілуя, де потужні електромагнітні вихори не дозволяють нормально працювати земній техніці.
За три місяці Джейк (таємно звітуючи на базу) вчиться полюванню, їзді і польотам на диких звірах, пізнає зв'язок на'ві з природою, їх мову, віру і обряди, і взаємно закохується в Нейтірі. У відеощоденнику він говорить, що погано пам'ятає минуле життя і не впевнений, хто він тепер; світ на'ві йому здається дійсністю, а змарнілий чоловік в інвалідному візку — сном. Кворіч, отримавши дані для атаки, пропонує завершити місію, але Джейк відмовляється, щоб обговорити переселення клану. Заслуживши довіру народу, Джейк прийнятий в клан; незабаром він і Нейтірі стають подружжям.
Раптово бульдозери RDA знищують священне Древо Голосів; Джейк-аватар марно намагається їх зупинити, ламаючи камери, і потрапляє в кадр. Не встигнувши розповісти клану про плани землян, аватари падають, коли до табору прилетів Кворіч, який відключив зв'язок і звинуватив Джейка в зраді. На базі він показує Селфріджу запис щоденника, де Джейк передбачає, що на'ві не покинуть будинок добровільно. Не слухаючи доводів Ґрейс про збереження народної пам'яті глобальної нейромережі дерев і не відчуваючи співчуття до на'ві, Селфрідж завершує програму «Аватар».

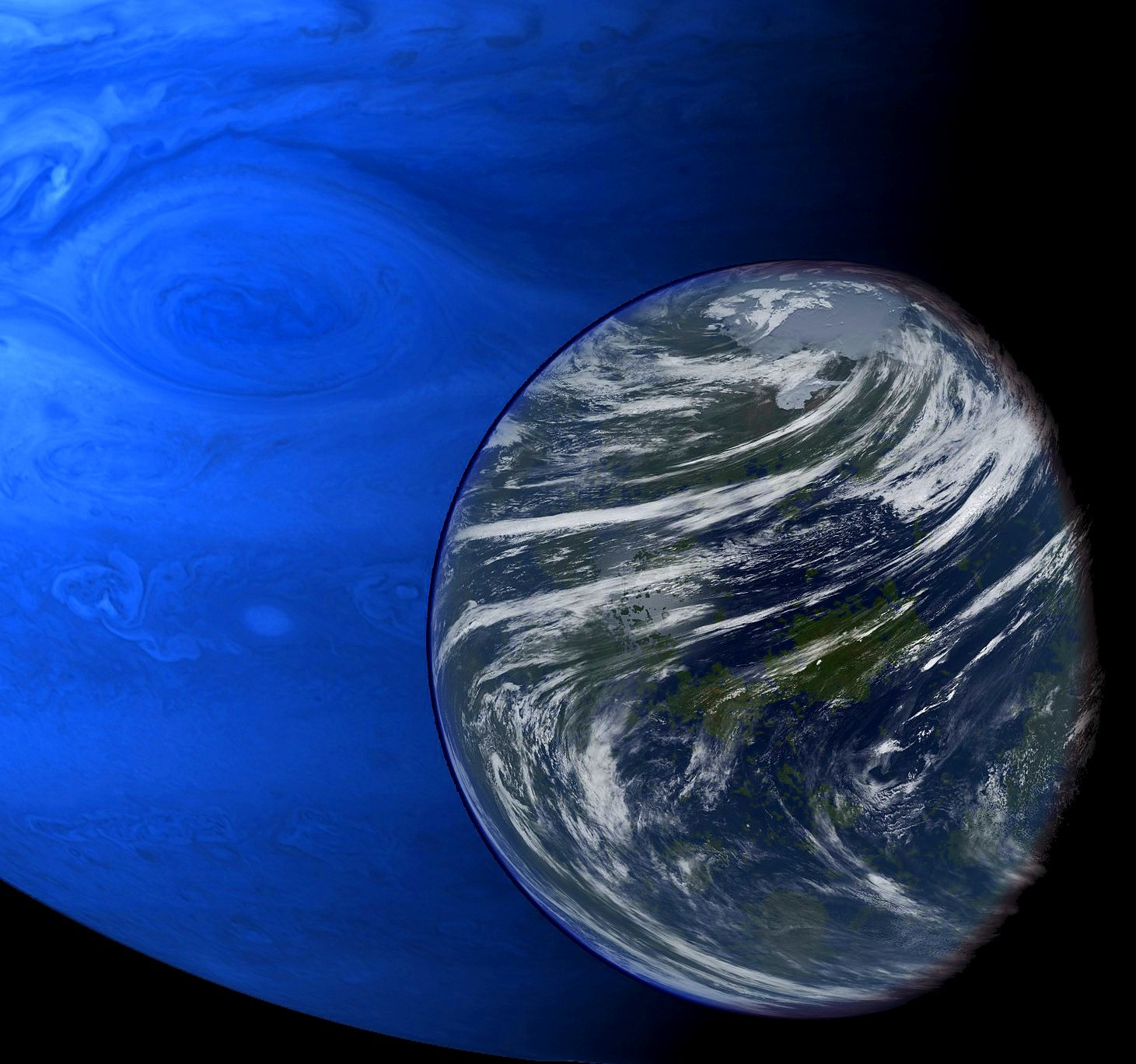
Поліфем (позаду) і його супутник Пандора

Плем'я мстить, вбиваючи охорону і спалюючи бульдозери. Кворіч вмовляє Селфріджа використовувати атаку як привід для знесення Древо-будинку, а Джейк — дозволити йому і Ґрейс переконати плем'я піти. Джейк-аватар повідомляє, що «небесні» скоро знесуть Древо-будинок, а він все знав і був посланий для впровадження. Плем'я вважає його зрадником; від страти його і Ґрейс рятує напад землян. Мо'ат звільняє Джейка, та просить його допомогти, «якщо він став своїм». Дерево падає, плем'я ледве рятується, серед убитих батько Нейтірі (глава клану); Нейтірі проганяє Джейка. Селфрідж наказує відключити зв'язок з аватарами та замкнути Джейка, Грейс і Норма в ізоляторі за бунт.
Вночі бойовий пілот Труді Чаксон, яка працює з вченими й обурена жорстокістю військових, допомагає бранцям утекти в польовий табір і перевезти його вище в гори. При втечі Кворіч сильно ранить Ґрейс. Увійшовши в аватар, Джейк повторює подвиг легендарного героя «Торука Макто», осідлавши верхового летючого хижака торука, чим повертає довіру Оматікайя. Джейк просить їх допомогти врятувати Ґрейс. Її кладуть під священне Древо Душ, через яке плем'я спілкується з Ейвою. Клан намагається перемістити Ґрейс з людського тіла в її аватар; обидва тіла вмирають, але, за словами Мо'ат, її свідомість злилась з Ейвою.
Джейк закликає зібрати племена і прогнати «небесних». Помітивши збори з орбіти, Кворич узурпує владу і мобілізує солдатів і шахтарів для «захисного» попереджувального удару — він хоче розбомбити Древо Душ, деморалізувавши ворога. Джейк розуміє, що доведеться воювати первісною зброєю проти техніки, приходить до Древа Душ і молить Ейву подивитися в пам'яті Ґрейс, як земляни знищили свою природу, і допомогти зберегти цю.
У масштабній битві земляни воюють з кратно переважальними за чисельністю тубільцями. Рятуючи Джейка, Труді викликає вогонь на себе і гине, як і інші другорядні герої. Бій майже програно, але проти колоністів обертається природа — вся фауна нападає і перемагає землян. Літаючи на прирученому торуку, Джейк-аватар збиває гранатами два найбільших кораблі та рятує Древо Душ. Кворіч виживає в робокостюмі і знаходить модуль зв'язку, де «спить» Джейк, що керує аватаром. Підоспіла Нейтірі, осідлавши танатора, б'ється з Кворічем, але той майже вбиває її. З'являється Джейк-аватар і в нерівній битві ламає кабіну екзоскелета, але Кворіч розбиває вікно модуля. Зовнішня атмосфера позбавляє Джейка почуттів. Нейтірі пронизує Кворіча з батьківського лука і рятує Джейка, надівши на нього дихальну маску.
Видобуток унобтанія і руйнування природи закінчені, а земляни, що вижили (крім дружніх вчених), вигнані на Землю. Джейк стає новим главою Оматікайя; клан допомагає назавжди перенести його свідомість з тіла людини в аватар.

## Актори
| Актор           | Роль                                         |
| --------------- | -------------------------------------------- |
| Сем Вортінгтон  | Джейк Саллі                                  |
| Сігурні Вівер   | доктор Ґрейс Оґустін глава програми «Аватар» |
| Стівен Ленг     | полковник Майлз Кворіч                       |
| Мішель Родрігес | пілот Труді Чаксон                           |
| Джованні Рібізі | адміністратор Паркер Селфрідж                |
| Джоел Мур       | вчений Норм Спелман                          |
| Діліп Рао       | доктор Макс Пател                            |

| Актор            | Роль                                          |
| ---------------- | --------------------------------------------- |
| Зої Салдана      | Нейтірі                                       |
| К. К. Х. Паундер | Мо'ат духовний лідер Оматікайя і мати Нейтірі |
| Лаз Алонсо       | Цу'тей воїн Оматікайя                         |
| Уес Студі        | Ейтукан вождь Оматікайя і батько Нейтірі      |
| Пітер Менша      | Аквей вождь клану Вершників Долини            |

Джеймс Кемерон не хотів збільшувати бюджет картини, з цієї причини він шукав невідомого актора у якості претендента на головну роль. Ним став Сем Вортінгтон, який на той момент жив у своїй машині і вже двічі проходив проби на роль Джейка Саллі. Вортінгтон згадував, що отримана роль стала для нього несподіванкою: «У той час я був нікому не відомим австралійським актором. До того ж, ця роль принесла мені гроші, яких я тоді дуже потребував». Під час роботи над фільмом він багато спілкувався з братом режисера, колишнім морським піхотинцем. Освоєння інопланетної мови, за словами Вортінгтона, давалося йому легше за американський акцент.
Свого часу персонаж Сігурні Вівер носив ім'я Шиплі, за аналогією з Ріплі з фільму «Чужі» (1986). Будучи «дуже цілеспрямованим і дуже ідеалістичним», цей персонаж нагадує Вівер самого Кемерона. Режисер захотів працювати з Мішель Родрігес після того, як побачив її у фільмі «Жіночий бій» (2000). Стівен Ленг пробувався на одну з ролей у фільмі Кемерона «Чужі», яку він не отримав, але режисер запам'ятав Ленга і запросив його знятися в «Аватарі». Відомо, що Майкл Б'єн, який зіграв капрала Дуейна Хікса у «Чужих», пробувався на роль Кворіча, читав сценарій «Аватара» і навіть дивився деякі 3D-кадри разом з Кемероном.
| |  |  |  |  |  |  |  |
| Акторський склад «Аватара» зліва направо: Сем Вортінгтон, Зої Салдана, Сігурні Вівер, Стівен Ленг, Мішель Родрігес, Джованні Рібізі, Джоел Мур, К. К. Х. Паундер і Лаз Алонсо |  |  |  |  |  |  |  |

## Саундтрек
Саундтрек до фільму видано 15 грудня 2009 в альбомі Avatar: Music from the Motion Picture. Оригінальна партитура й пісні складені та зіграні під керівництвом американського композитора Джеймса Горнера. Заголовну пісню «I See You» виконала британська співачка Леона Льюїс. 19 квітня 2010 року, разом з DVD фільму, вийшла Deluxe-версія саундтреку з додатковими 6 треками.
| Список треків | Список треків | Список треків |
| #             | Назва | Тривалість    |
| ------------- | --- | ------------- |
| 1.            | «You Don't Dream in Cryo. ....»                                                                                               | 6:09          |
| 2.            | «Jake Enters His Avatar World»                                                                                                | 5:24          |
| 3.            | «Pure Spirits of the Forest»                                                                                                  | 8:49          |
| 4.            | «The Bioluminescence of the Night»                                                                                            | 3:37          |
| 5.            | «Becoming One of "The People", Becoming One with Neytiri»                                                                     | 7:43          |
| 6.            | «Climbing Up "Iknimaya – The Path to Heaven"»                                                                                 | 3:18          |
| 7.            | «Jake's First Flight» | 4:49          |
| 8.            | «Scorched Earth» | 3:32          |
| 9.            | «Quaritch» | 5:01          |
| 10.           | «The Destruction of Hometree»                                                                                                 | 6:47          |
| 11.           | «Shutting Down Grace's Lab»                                                                                                   | 2:47          |
| 12.           | «Gathering All the Na'vi Clans for Battle»                                                                                    | 5:14          |
| 13.           | «War» | 11:21         |
| 14.           | «I See You (Theme from Avatar)» (у виконанні Леони Льюїс) (написана Джеймсом Горнером, Саймоном Франгленом і Куком Гарреллом) | 4:20          |

| Deluxe видання бонусні треки | Deluxe видання бонусні треки | Deluxe видання бонусні треки |
| #                            | Назва                        | Тривалість                   |
| ---------------------------- | ---------------------------- | ---------------------------- |
| 15.                          | «Pandora»                    | 3:17                         |
| 16.                          | «Viperwolves Attack»         | 3:49                         |
| 17.                          | «Great Leonoptryx»           | 1:33                         |
| 18.                          | «Escape from Hellgate»       | 3:25                         |
| 19.                          | «Healing Ceremony»           | 2:21                         |
| 20.                          | «The Death of Quaritch»      | 5:20                         |

## Касові збори
Аватар вийшов у прокат в США та Канаді 18 грудня 2009 року на 3 452 екранах і зібрав 26 млн. доларів США за перший день і 77 млн. за перший вік-енд. Він був на першій позиції американського бокс-офісу протягом семи тижнів. Загалом у Північній Америці фільм зібрав 760 507 625 доларів, ставши таким чином найкасовішим фільмом і утримуючи цей рекорд донині. У світі картина також встановила рекорди. Вона стала найкасовішою у 24 країнах, включно з Україною, де було зібрано 8 657 543 доларів, попередній рекорд становив трохи більше 4 млн. 25 січня 2010 року Аватар став найкасовішим фільмом в історії, зібравши 1 858 млн доларів та обігнавши Титанік (1997), який також зняв Кемерон. У прокаті фільм був до 12 серпня 2010 і загалом у світі зібрав 2 782 275 172 доларів США.

## Нагороди
Оскар 2010
- Найкращий художник-постановник: Рік Картер, Роберт Стромберг, Кім Сінклер
- Найкращий оператор: Мауро Фіоре
- Найкращі спецефекти: Джо Леттері, Стівен Розенбаум, Річард Бенігема, Ендрю Р. Джонс
- номінації:
  - Найкращий фільм: Джеймс Кемерон, Джон Ландау
  - Найкраща режисерська робота: Джеймс Кемерон
  - Найкращий монтаж: Джеймс Кемерон, Джон Рефуа, Стівен І. Рівкін
  - Найкраща музика до фільму: Джеймс Горнер
  - Найкращий звук: Крістофер Боєс, Гвендолін Віттл
  - Найкращий звуковий монтаж: Крістофер Боєс, Гері Саммерс, Енді Нельсон і Тоні Джонсон

Золотий глобус 2010
- Найкращий фільм — драма: Джеймс Кемерон, Джон Ландау
- Найкращий режисер: Джеймс Кемерон
- номінації:
  - Найкраща музика до фільму: Джеймс Горнер
  - Найкраща пісня до фільму: I See You у виконані Леони Льюїс

BAFTA 2010
- Найкращий художник-постановник: Рік Картер, Роберт Стромберг, Кім Сінклер
- Найкращі спецефекти: Джо Леттері, Стівен Розенбаум, Річард Бенігема, Ендрю Р. Джонс

Премія Сатурн 2010
- Найкращий науково-фантастичний фільм: Джеймс Кемерон, Джон Ландау
- Найкращий актор: Сем Вортінгтон
- Найкраща актриса: Зої Салдана
- Найкращий актор другого плану: Стівен Ленг
- Найкраща актриса другого плану: Сіґурні Вівер
- Найкращий режисер: Джеймс Кемерон
- Найкращий сценарій: Джеймс Кемерон
- Найкраща музика: Джеймс Горнер
- Найкращий художник-постановник: Рік Картер, Роберт Стромберг
- Найкращі спецефекти: Джо Леттері, Стівен Розенбаум, Річард Бенігема, Ендрю Р. Джонс

Teen Choice Awards 2010
- Науково-фантастичний фільм
- Актриса в науково-фантастичному фільмі: Зої Салдана
- Актор в науково-фантастичному фільмі: Сем Вортінгтон

## Український дубляж
- Джейк Салі — Михайло Тишин
- Нейтірі — Юлія Перенчук
- Полковник Майлс Кворич — Микола Боклан
- Ґрейс Августін — Леся Липчук
- Цу'тей — Дмитро Гаврилов
- Паркер Селфрідж — Дмитро Завадський
- Мо'ат — Лариса Руснак
- Макс Калімор — Михайло Войчук
- Труді Чакон — Катерина Брайковська
- Лайн Вейнфліт — Дмитро Вікулов
- Норм Спелман — Дмитро Сова
- Назва фільму і титри — Олександр Ігнатуша

А також: Дмитро Бузинський, Сергій Солопай, Петро Сова, Микола Кашеїда, Денис Толяренко, Вадим Осипенко, Алла Бінєєва, Людмила Барбір та інші.

### Інформація про дубляж
Фільм дубльовано Невафільм-Україна на замовлення кінокомпанії 20 століття Фокс та Геміні у 2009 році.
- Переклад — Олег Колесніков
- Режисер дубляжу — Олег Головко
- Звукорежисер — Фелікс Трескунов
- Координаторка проєкту — Лариса Шаталова

## Продовження
Ще до виходу фільму Джеймс Кемерон заявляв про можливі випуски сиквела і триквела в разі, якщо перша частина буде успішною. Після підбиття підсумків прокату першої частини, представники 20th Century Fox доручили Джеймсу Кемерону зняти другу та третю частини до Різдва 2013 та 2014 років відповідно, однак пізніше повідомлялося що дати перенесено на грудень 2014 та грудень 2015. Продюсер фільму Джон Ландау зронив, що «Нову частину варто очікувати не раніше, ніж через чотири роки». Зараз Кемерон узявся до написання сценарію другої частини. Відомо, що частина подій відбуватиметься під водою в океанах Пандори, головними героями залишаться Зої Салдана і Сем Вортінгтон, можливе «воскресіння» Сіґурні Вівер. В жовтні 2011 Джеймс Кемерон розповів що в продовженнях на глядачів чекає ряд технічних новинок. Він пообіцяв, що картинка фільмів стане світлішою, а саме знімання буде проходити на підвищеній частоті кадрів — 60 кадрів в секунду, за його словами, це буде «ліками для очей». Режисер також підтвердив, що глядачам належить побачити не тільки океани Пандори, а й інші планети зоряної системи. Візуалізацією його ідей займається ціла команда талановитих художників: «У моїй голові народжуються лише якісь розпливчаті образи, а потім я висловлюю свої думки своїм великим творцям, і вони конкретизують їх, перетворюючи на рослини, тварин і так далі», — стверджує Кемерон. В липні 2012 повідомлялося що дату прем'єри сиквела знову перенесено, тепер на кінець 2015 року. Третю частину, як і раніше, планується випустити роком пізніше. Також відомо, що Джеймс Кемерон планує чотири частини «Аватара» — саме стільки, вважає він, необхідно, щоб розповісти повну історію.

## Культурний вплив фільму «Аватар»

### Україна
- Члени української кіберспортивної організації, створеної в грудні 2009 року, натхненні переглядом фільму, назвалися Na'Vi, на честь назви народу у фільмі. Згодом Na'Vi стало абревіатурою назви команди, а в результаті конкурсу підібрано назву «Natus Vincere», що у перекладі з латинської на українську мову означає «Народжений Перемагати»[15].
- На честь божества Ейва взяла собі творчий псевдонім українська співачка Світлана Кравчук[джерело?].
- Під час Російсько-українська війни початку XXI століття аватарами назвали вояк, що зловживали антидепресантами зі спиртних напоїв[16][17]. Подібна аналогія виникла на основі подібності зовнішності на'ві (кольору шкіри та опухлості рис обличчя) з народними назвами та висловами стосовно алкоголю та алкоголіків: «Такий п'яний, що аж синій», «синька», «насинячитися», «синяк»[18].

## Цікаво
Під час російсько-української війни дикий сокіл на Запоріжчині  у 2025 році  атакував російський дрон. В результаті дрон збився з курсу, а сокіл отримав травму. Це цікава паралель, коли тварини Пандори теж виступили проти загарбників.